# Браоне
Браоне (итал. Braone) је насеље у Италији у округу Бреша, региону Ломбардија.
Према процени из 2011. у насељу је живело 436 становника. Насеље се налази на надморској висини од 382 м.

## Географија
| Клима (Браоне)           | Клима (Браоне) | Клима (Браоне) | Клима (Браоне) | Клима (Браоне) | Клима (Браоне) | Клима (Браоне) | Клима (Браоне) | Клима (Браоне) | Клима (Браоне) | Клима (Браоне) | Клима (Браоне) | Клима (Браоне) | Клима (Браоне) |
| Показатељ \ Месец        | .Јан.          | .Феб.          | .Мар.          | .Апр.          | .Мај.          | .Јун.          | .Јул.          | .Авг.          | .Сеп.          | .Окт.          | .Нов.          | .Дец.          | .Год.          |
| ------------------------ | -------------- | -------------- | -------------- | -------------- | -------------- | -------------- | -------------- | -------------- | -------------- | -------------- | -------------- | -------------- | -------------- |
| Средњи максимум, °C (°F) | 3,8 (38,8)     | 7,1 (44,8)     | 10,4 (50,7)    | 14,8 (58,6)    | 19,1 (66,4)    | 23,0 (73,4)    | 26,4 (79,5)    | 25,3 (77,5)    | 21,9 (71,4)    | 15,8 (60,4)    | 10,3 (50,5)    | 5,6 (42,1)     | 26,4 (79,5)    |
| Средњи минимум, °C (°F)  | −5,8 (21,6)    | −3,4 (25,9)    | 0,0 (32)       | 3,9 (39)       | 8,1 (46,6)     | 12,1 (53,8)    | 14,5 (58,1)    | 14,1 (57,4)    | 10,6 (51,1)    | 5,7 (42,3)     | 0,9 (33,6)     | −3,5 (25,7)    | −5,8 (21,6)    |
| [ тражи се извор ]       |                |                |                |                |                |                |                |                |                |                |                |                |                |

## Становништво
| 1931. | 1936. | 1951. | 1961. | 1971. | 1981. | 1991. | 2001. | 2011. |
| ----- | ----- | ----- | ----- | ----- | ----- | ----- | ----- | ----- |
| 482   | 480   | 580   | 606   | 532   | 591   | 586   | 610   | 672   |